# New Jack City Part 2
New Jack City Part 2 é o sexto álbum de estúdio solo do rapper Bow Wow.

## Informação do Álbum
O álbum foi originalmente intitulado "History in the Making (H.I.M.)", mas mais tarde foi alterado no BET Awards de 2008 a "Pedigree" e depois mudou para "New Jack City Pt. 2". Em Bow Wow e JD na página do YouTube JD explica o título do álbum. Em Bow Wow na página pode ser encontrado sob o título "JD Explica" New Jack City PT. II "Título do álbum".  Os únicos promocionais "Marco Polo", com participação de Soulja Boy e Big Girls, estarão no novo álbum. De acordo com uma mensagem deixada por Bow Wow 25 de Out. às 8h07 na sua página oficial SayNow, o oficial 1° single será "Baby You Can Have It All". Também o álbum poderia ser lançado por volta do primeiro trimestre do próximo ano, cerca de Valentine's Day.
Os convidados confirmados incluem Soulja Boy, Chris Brown, Swizz Beatz, Jermaine Dupri, Lil' Wayne, Ron Brownz, DJ Khaled, Yung Joc, Nelly, The-Dream, T-Pain e TI
. Bow Wow também será lançando uma Mixtape, com DJ Infamous antes do álbum chamada Half Man, Half Dog.
Em outubro 27 Bow Wow divulgou um Rap freestyle do 50 Cent o single "Get Up", intitulado "New Jack" para promover o álbum.

## Lista de faixas
| #  | Título                         | Participação            | Produtor(es)                                | Duração |
| -- | ------------------------------ | ----------------------- | ------------------------------------------- | ------- |
| 1  | "Get That Paper"               |                         | Nitti                                       | 3:19    |
| 2  | "What They Call Me (Big Time)" | Ron Browz & Nelly       | Jermaine Dupri & Ron Browz                  | 4:12    |
| 3  | "Roc The Mic"                  | Jermaine Dupri          | Jermaine Dupri                              | 3:48    |
| 4  | "Been Doin' This"              | T.I.                    | DJ Toomp & T.I.                             | 4:52    |
| 5  | "You Can Get It All"           | Johnta Austin           | Jermaine Dupri, No I.D. & Bryan-Michael Cox | 3:37    |
| 6  | "Sunshine"                     |                         | Jermaine Dupri & Bryan-Michael Cox          | 3:27    |
| 7  | "Like This"                    | Dondria & Johnta Austin | Jermaine Dupri & J.R. Rotem                 | 3:40    |
| 8  | "She's My"                     | T-Pain                  | T-Pain                                      | 3:51    |
| 9  | "I Ain't Playing"              | Trey Songz              | Jermaine Dupri & Bryan-Michael Cox          | 4:47    |
| 10 | "Pole In My Basement"          |                         | Drumma Boy                                  | 4:16    |
| 11 | "Shake It"                     | Swizz Beatz             | Swizz Beatz                                 | 3:31    |

### Wal-Mart Deluxe Edition Bonus Track
| #  | Título                | Participação        | Produtor(es)          | Duração |
| -- | --------------------- | ------------------- | --------------------- | ------- |
| 12 | "Marco Polo"          | Soulja Boy Tell 'Em | Soulja Boy Tell 'Em   | 4:17    |
| 13 | "Big Girls"           |                     | Swizz Beatz           | 4:29    |
| 14 | "Anything You Can Do" | Lil' Bow Wow        | Jermaine Dupri & LRoc | 4:02    |